# Charles Champaud

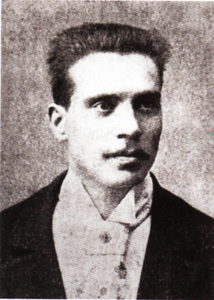
Charles Champaud

Charles Champaud (* 1865; † nach 1896) war ein Schweizer Turner. Champaud nahm an den Olympischen Sommerspielen 1896 in Athen für die Schweiz oder für Bulgarien teil. Für welches Land er als in Bulgarien lebender Schweizer genau antrat, ist umstritten, das IOK führt ihn als Bulgaren.

## Ergebnisse nach Disziplin
Er nahm in der Sportart Turnen in folgenden Disziplinen teil:
| Disziplin | Platz |
| --------- | ----- |
| Barren    | -     |
| Sprung    | -     |
| Seitpferd | -     |

Da er keine Medaillen erzielen konnte, sind seine genauen Leistungen unbekannt.

## Sonstiges
In Bulgarien war er ebenfalls eine entscheidende Persönlichkeit für den Fußball. Als Lehrer (1894–1897) am 1. Sofioter Männergymnasium, brachte er den Sport nach Sofia und veranstaltete dort die ersten Fußballspiele Bulgariens.